# Gmina Łubianka
Die Gmina Łubianka ist eine Landgemeinde im Powiat Toruński der Woiwodschaft Kujawien-Pommern in Polen. Ihr Sitz ist das gleichnamige Dorf (deutsch Lubianken) mit etwa 950 Einwohnern.

## Gliederung
Zur Landgemeinde (gmina wiejska) Łubianka gehören 12 Dörfer (deutsche Namen, amtlich bis 1945) mit einem Schulzenamt (sołectwo):
- Bierzgłowo (Birglau)
- Biskupice (Biskupitz)
- Brąchnowo (Bruchnowo)
- Dębiny (Eichenau)
- Łubianka (Lubianken, 1904–1945 Luben)
- Pigża (Ernstrode)
- Przeczno (Heimsoot)
- Warszewice (Warschewitz)
- Wybcz (Wibsch)
- Wybczyk (Klein Wibsch)
- Wymysłowo (Wymislowo)
- Zamek Bierzgłowski (Schloss Birglau)

Weitere Ortschaften der Gemeinde sind Leszcz (Leszcz, 1942–1945 Heselicht) und Słomowo (Rüdigsheim).

## Verkehr
Łubianka, Pigża, Wybcz und Zamek Bierzgłowski hatten Bahnhöfe an der Bahnstrecke Toruń–Chełmno.